# Fernando López Domínguez
Fernando López Domínguez (Málaga, 1844-Granada, 1914) fue un militar español, hermano del presidente del gobierno José López Domínguez y padre del alcalde de Granada y diputado en Cortes Manuel López de la Cámara.

## Biografía
Era hijo de Rafael López Pardo, guardia de Corps con Fernando VII, y de Rosario Domínguez Alburquerque, procedente de una familia noble y acaudalada.
En 1870 fue destinado a Granada, donde casó con Encarnación de la Cámara y Martínez de Terroba. En 1906 fue ascendido a general de brigada y posteriormente ocupó en Sevilla el cargo de comandante general de Artillería de la II Región Militar.
Tras jubilarse en 1910, regresó a Granada y adquirió el espacio de diez fosas para construir un mausoleo en el patio primero, a la derecha, del Cementerio de San José. Aunque la concesión de la tumba en su día fue establecida a perpetuidad, por razones de impago en 2014 la empresa Emucesa, que gestiona el cementerio, exhumó e incineró sus restos mortales y los de otras nueve personas que se hallaban en la misma sepultura, que fueron llevados a una fosa común, dejando el mausoleo vacío.